# هلام النفط

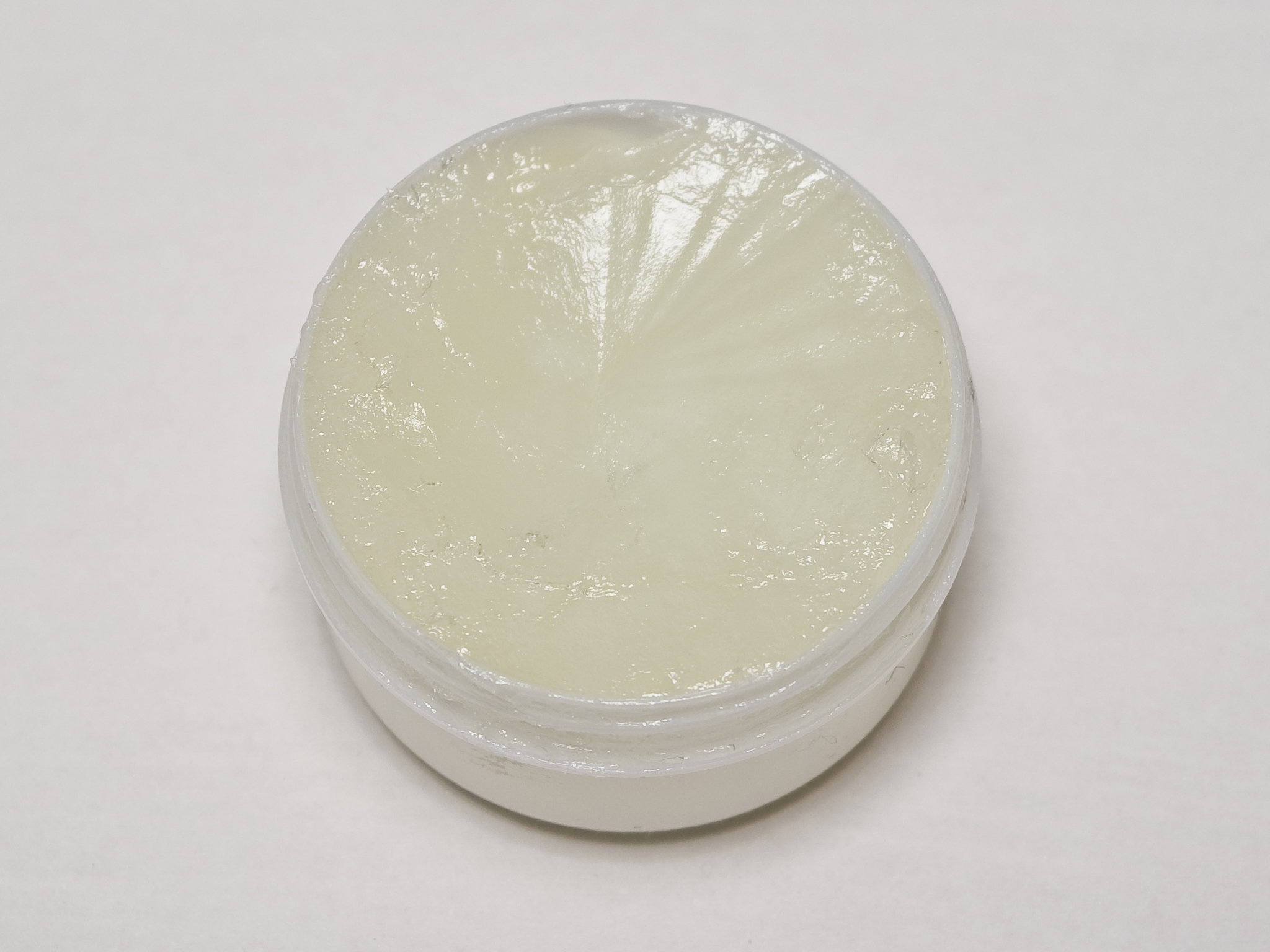
هلام النفط.

هلام النفط، أو الفازلين (الوذلين)، أو الفازلين الأبيض، أو البرافين اللين، أو الهيدروكربون المتعدد، ذو رقم التسجيل 8009-03-8، هو خليط شبه صلب من الهيدروكربونات (يزيد عدد الكربون بشكل رئيسي عن 25)، رُوّج له في الأصل بوصفه مرهمًا موضعيًا بفضل خواصه العلاجية.
أصبح هلام النفط مادة أساسية في الخزانة الطبية، وبدأ المستهلكون باستخدامه لعدة أمراض، فضلًا عن استعماله في الأغراض التجميلية، مثل التهاب الظفر الفطري، والطفح الجلدي التناسلي (مرض غير منقول جنسيًا)، والرعاف، وطفح الحفاض، والزكام. حظي هلام النفط بقيمة طبية تراثية بصفته «علاجًا شاملًا»، ومنذ ذلك الحين، حدد الفهم العلمي الأفضل الاستخدامات المناسبة وغير المناسبة له. اعترفت به إدارة الغذاء والدواء في الولايات المتحدة واعتبرته من الأدوية المتاحة دون وصفة لوقاية الجلد، وما زال يُستخدم بشكل واسع في مستحضرات التجميل للعناية بالبشرة.

## نبذة تاريخية
اكتُشفت المادة الخام من هلام النفط في عام 1859 في تيتوسفيل، بنسيلفانيا، الولايات المتحدة الأمريكية، في بعض منصات النفط الأولى في الدولة. كره العمال المادة الشبيهة بالبرافين التي كانت تتجمع على أجهزة الحفر مؤدية إلى تعطلها، لكنهم استخدموها في علاج الجروح والحروق لاعتقادهم أنها تُعجل من عملية الشفاء.
ذهب الكيميائي الشاب روبرت تشييزيبرو، الذي كان يعمل سابقًا في تقطير الوقود من زيت حيتان العنبر، العمل الذي عفا عليه الزمن بعد اكتشاف النفط، إلى تيتوسفيل ليرى المواد الجديدة ذات الإمكانيات التجارية. أخذ تشييزيبرو «شمع القضبان» الأسود غير المكرر، كما سماه الحفارون، إلى مختبره لينقيه ويتحرى حول استخداماته المحتملة. اكتشف أنه يستطيع صنع هلام خفيف اللون عبر تقطير منتجات النفط الخفيفة الرقيقة من شمع القضبان. سجل تشييزيبرو براءة اختراع لعملية صنع هلام النفط في براءة الاختراع الأمريكية 127,568 في عام 1872. شملت العملية التقطير بالتفريغ للمادة الخام، ثم ترشيح الرواسب المتبقية باستخدام الفحم العظمي.
سافر تشييزيبرو في جميع أنحاء نيويورك ليعرض المنتج ويشجع المبيعات عن طريق حرق جلده بالحمض أو اللهب المكشوف، ثم وضع المرهم على جرحه وإظهار إصاباته السابقة التي شُفيت على حد قوله بفضل منتجه المعجزة. افتتح مصنعه الأول في عام 1870 في بروكلين وأطلق عليه اسم فازلين.

## الخصائص الفيزيائية
هلام النفط هو مزيج من الهيدروكربونات، ويملك نقطة انصهار تعتمد على مقدار دقيق من النسب. تتراوح نقطة الانصهار عادة بين 40 و70 درجة مئوية (105 و160 درجة فهرنهايت). يصبح هلام النفط قابلًا للاشتعال فقط عند تسخينه وتحوله إلى سائل؛ ثم ستشتعل الأبخرة حينها، وليس السائل نفسه، لذلك يحتاج هلام النفط لإشعاله إلى مادة فتيل مثل الأوراق أو اللحاء أو الأغصان الصغيرة. يتميز هلام النفط بأنه عديم اللون أو ذو لون أصفر شاحب (عندما لا يكون مقطرًا بشدة)، وشفاف، وخالٍ من الطعم والرائحة إن كان نقيًا. لا يتأكسد هلام النفط عند تعرضه للهواء، ولا يتفاعل بسهولة مع المواد الكيميائية. وهو غير قابل للذوبان في الماء، لكنه يذوب في ثنائي كلورو الميثان، والكلوروفورم، والبنزين، وثنائي إيثيل الإيثر، وثنائي كبريتيد الكربون، وزيت التربنتين. هلام النفط مادة نصف صلبة، إذ يحافظ على شكله كمادة صلبة إلى أجل غير مسمى، لكن يمكن إجباره على أخذ شكل الحيز الذي يحتويه دون أن يتفكك لأجزاء، مثل المائع، رغم أنه لا يتدفق من تلقاء نفسه.
يصنف دستور الأدوية الأمريكي، أو دستور الأدوية البريطاني، أو دستور الأدوية الأوروبي هلام النفط بالاعتماد على التطبيق المحدد له. يرتبط ذلك بمعالجة هلام النفط وتحضيره ليناسب تطبيقات الرعاية الطبية والشخصية.